# Латиноамериканская кухня

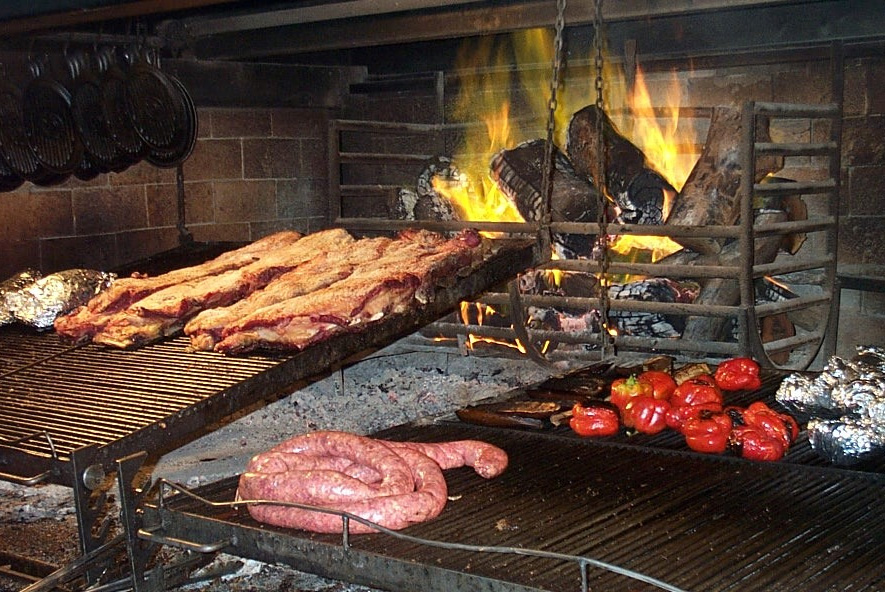
Асадо, одно из популярных блюд латиноамериканской кухни

Латиноамерика́нская ку́хня — традиционные способы и рецепты приготовления пищи, характерные для стран Латинской Америки. Относящиеся к ним мексиканская, кубинская, бразильская, аргентинская, перуанская, чилийская, уругвайская и колумбийская кухни имеют множество сходств по причине территориального соседства и миграции населения.
Латиноамериканская кухня объединяет традиции коренных американцев, а также европейских колонистов (португальцев, испанцев) и эмигрантов (в основном итальянцев). В основе кухни лежат блюда из кукурузы. Её используют в качестве гарнира, ингредиента основных блюд, а также как самостоятельное блюдо. Помимо кукурузы широко распространены бобы, помидоры, картофель и красная фасоль. Из мясных продуктов предпочтительно используются говядина и свинина. Отличительной особенностью латиноамериканской кухни является жгучий вкус и острота, характерная даже для десертов.
Напитки:
среди напитков пользуется популярностью чёрный кофе, а также овощные и фруктовые соки, являющиеся неотъемлемой частью завтрака. Из алкогольных напитков наиболее известны текила, писко (разновидность бренди) и ром. Белое вино используется при приготовлении кондитерских изделий и соусов, а красное для маринада мяса.
Наиболее важные блюда латиноамериканской кухни: альфахор, антикучо, аррос кон польо, асадо, бобо, бригадейро, итапоа, карапулькра, мокека, пикаронес, пучеро, севиче, тако, тортилья, умита, фейжоада, чурраско, эмпанада.
- «текс-мекс» — техасский вариант мексиканской кухни